# مارلين سكوت
مارلين سكوت (بالإنجليزية: Marilyn Scott)‏ هي عازفة الجاز ومغنية أمريكية، ولدت في 21 ديسمبر 1949.

## وصلات خارجية
- مارلين سكوت على موقع ميوزك برينز (الإنجليزية)
- مارلين سكوت على موقع أول ميوزيك (الإنجليزية)
- مارلين سكوت على موقع ديسكوغز (الإنجليزية)